# SURFnet
SURFnet – це організація, що розробляє, впроваджує та підтримує національну дослідницьку та освітню мережу (НДОМ) Нідерландів. Керівники SURFnet були засновниками або обіймали посади в таких організаціях, як Ebone, CENTR, SIDN, AMS-IX, TERENA, DANTE, RIPE NCC, ISOC, IETF, IESG та інші. 
Організація є дочірньою компанією некомерційного фонду-холдингу SURF (Samenwerkende Universitaire Reken Faciliteiten; укр.: Кооперативні обчислювальні засоби університету).
SURFnet на рівні мережі — це магістральні комп’ютерні засоби зв'язку, зарезервовані для вищої освіти та наукових досліджень у Нідерландах. Співробітники та студенти організацій мережі можуть спілкуватися через SURFnet з іншими користувачами Інтернету. 

## Історія
Організація була заснована ще в 1986 році, а почала надавати послуги IP-з'єднання в 1989 році, використовуючи пакет TCP/IP.  SURFnet розробила серію різних поколінь мереж за історію свого існування. Початкова мережа SURFnet була заснована на з'єднаннях X.25 зі швидкістю 9,6 кбіт/с і 64 кбіт/с, працюючи за протоколом DECNET. SURFnet2 була заснована в 1989 році та забезпечувала TCP/IP через мережу X.25. Мережа SURFnet3 вже мала власний інтерфейс TCP/IP через виділені лінії та почала працювати в 1991 році, в основному складаючись з каналів 64 кбіт/с і 2 Мбіт/с. У 1994 році SURFnet4 була розроблена на основі ATM, а потім і SDH каналів. SURFnet5 розроблявся з 1999 року на структурі DWDM з10 Гбіт/с, маючи канали доступу по 100 Мбіт/с і 1 Гбіт/с.
SURFnet6, шосте покоління мережі SURFnet, було введено в експлуатацію на початку 2006 року. Ця мережа забезпечує зв'язок 750 000 користувачів із закладів вищої освіти та наукових досліджень, надаючи їм доступ до Інтернету, а також підтримує для них «світлові шляхи», які є прямими з’єднаннями між двома вузлами мережі без необхідності використання маршрутизаторів. "Світлові шляхи" мають пропускну здатність від 1 до 10 Гбіт/с.
SURFnet наразі надає послуги на всіх мережевих рівнях, зокрема служби аутентифікації, такі як eduroam і A-Select, а також послуги для безпеки, співпраці в Інтернеті та потокового медіа. Компанія співпрацює з низкою організацій, як на національному, так і на міжнародному рівні, прикладами яких є загальноєвропейська дослідницька мережа GÉANT (раніше DANTE і TERENA ), а також Kennisnet і GLORIAD.

## Дивіться також
- БЕЛНЕТ
- Інтернет 2
- SURFsara

## Зовнішні посилання
- Вебсайт SURFnet [Архівовано 7 квітня 2022 у Wayback Machine.]
- Стаття в Light Reading, 9 листопада 2004 р. "SURFnet, Internet2 розгортають Nortel" [Архівовано 8 жовтня 2012 у Wayback Machine.]
- netherlight.net [Архівовано 12 липня 2007 у Wayback Machine.]